# 新造字
新造字是指创造出的新字，也指在某个历史阶段出现的一些新的汉字形体。
除了为新发现的化学元素造字以外，现在已经很少新造字。